# اندروس مانور (مریلند)
اندروس مانور (به انگلیسی: Andrews Manor) یک منطقهٔ مسکونی در ایالات متحده آمریکا است که در مریلند قرار دارد.